# Atalaia (ort)
Atalaia är en ort i Brasilien.   Den ligger i kommunen Atalaia och delstaten Alagoas, i den östra delen av landet, 1 500 kilometer nordost om huvudstaden Brasília. Atalaia ligger 61 meter över havet och antalet invånare är 18 908.
Terrängen runt Atalaia är huvudsakligen platt. Atalaia ligger nere i en dal. Närmaste större samhälle är Rio Largo, 18,7 kilometer öster om Atalaia.
Trakten runt Atalaia består till största delen av jordbruksmark. Runt Atalaia är det ganska tätbefolkat, med 144 invånare per kvadratkilometer.